# Gegants de Vilanova i la Geltrú

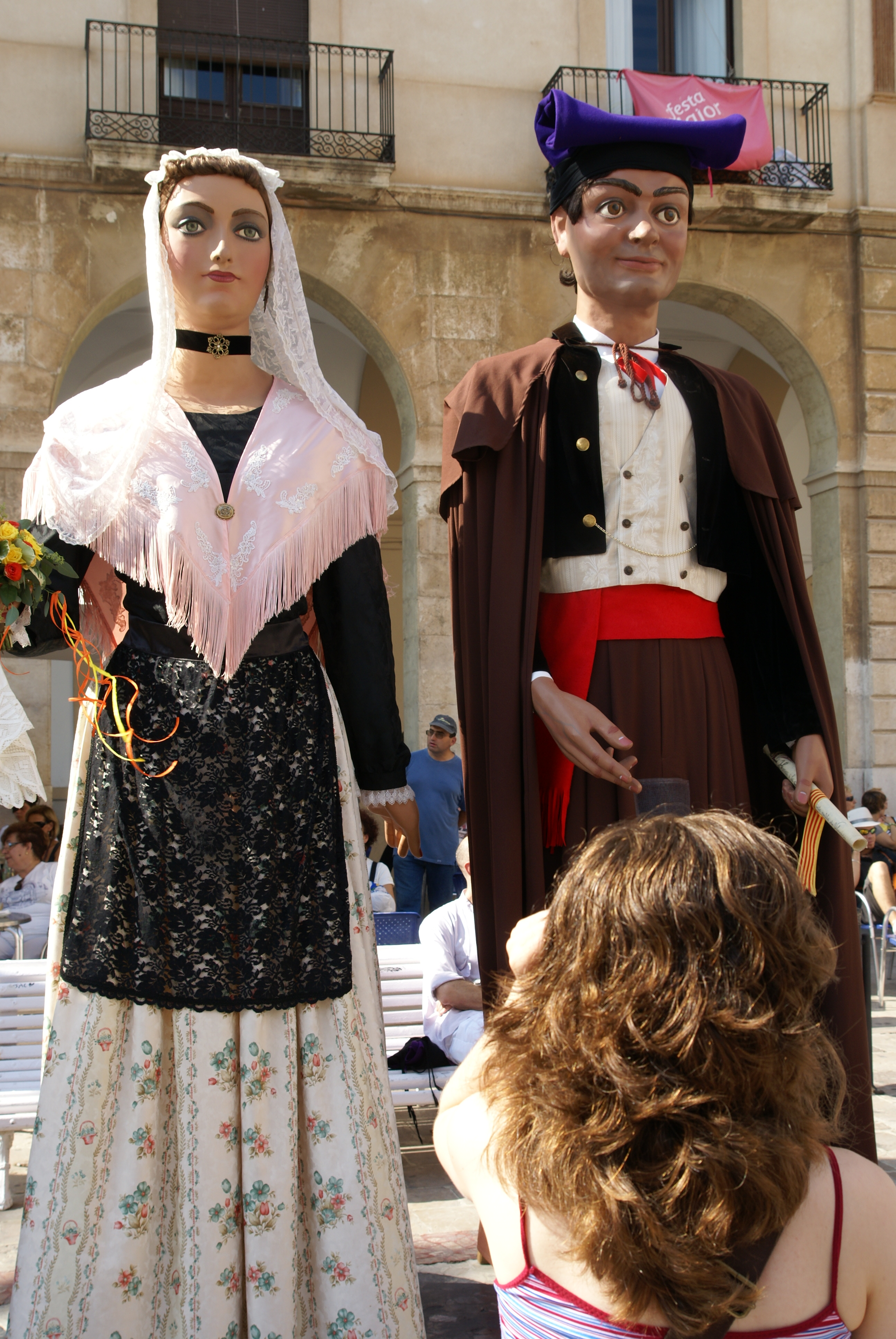
Gegants petits de Vilanova i la Geltrú

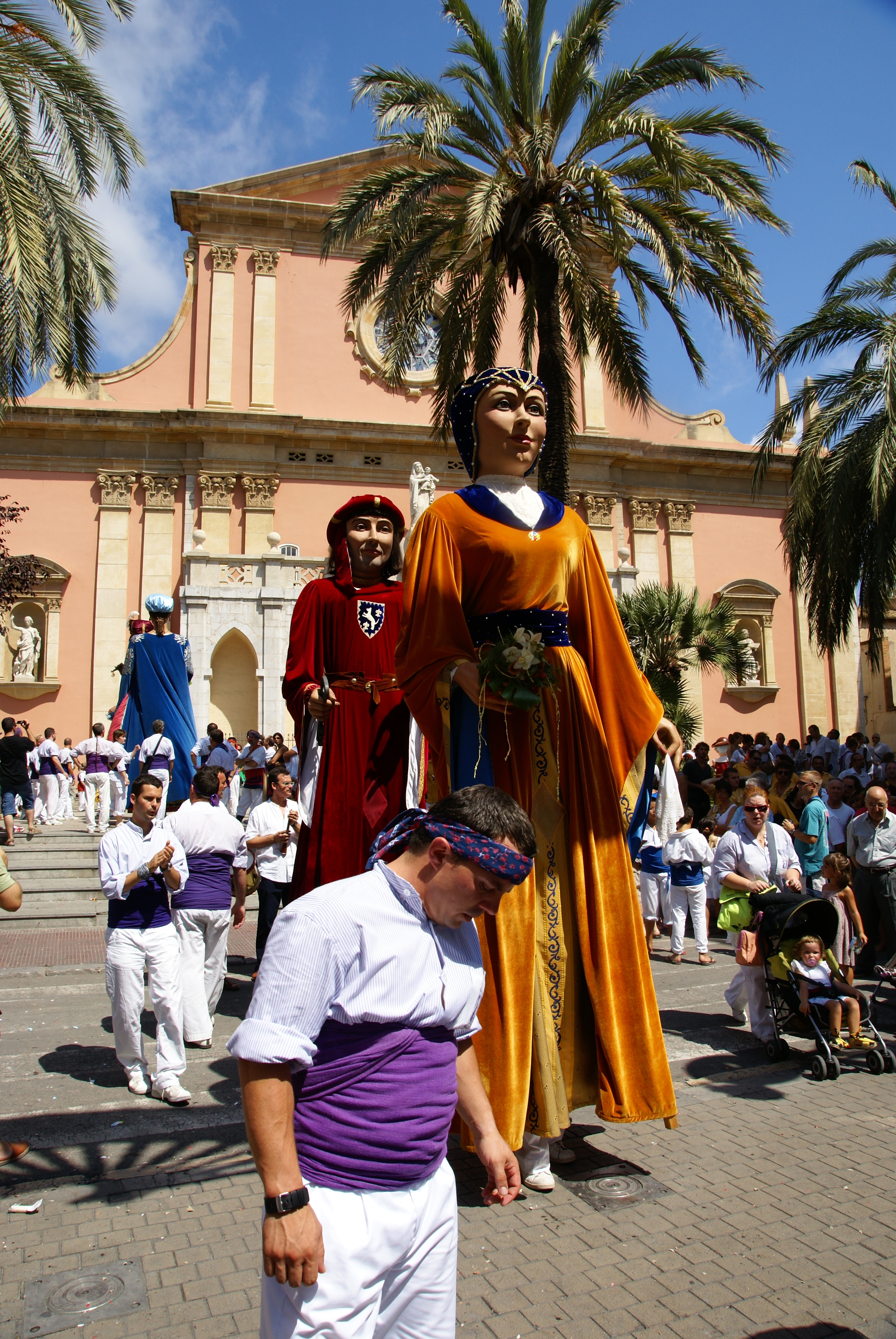
Gegants de la Geltrú

Els Gegants de Vilanova i la Geltrú són tres parelles de gegants que formen part del Seguici Festiu de la ciutat, que surten, principalment a la Festa Major de les Neus portats pels membres de la Colla Gegantera.

## Gegants grossos
Els primers gegants de Vilanova i la Geltrú apareixen documentats per primera vegada el 1709 en un escrit en què es documenta el pagament de pintar el gegant per la festa del Corpus. El gegant ja duia un gran porra i la geganta un gipó de peixera de puntes. Amb els anys pateixen transformacions i reformes, canvien de vestuari i d'aspecte. El 1902 van prendre part en el concurs de Gegants de Barcelona, on van guanyar la medalla d'or i diploma d'honor als "Gegants més alts de Catalunya". Amb els anys les figures es van anar deteriorant, fins que a començament de la dècada de 1930 deixen de sortir al carrer i el 1937 es van fer malbé del tot. No serà fins a 1948, quan sota l'impuls de gent procedent del Foment Vilanoví, es recuperin els gegants amb un projecte elaborat per E.C. Ricart. Seran construïts a la casa El Ingenio de Barcelona. El 1961, 1983, 1998 i 2005 són restaurats.

## Gegantons Hereu i Pubilla
El 1771 se'ls afegí una nova parella de gegants que foren estrenats durant la benedicció de la primera part de la construcció de l'església de Sant Antoni. Aquests gegants foren construïts per Francesc Amich de Barcelona i tenien aparença de fadrins de casa adinerada. Amb els anys patiren nombroses restauracions, la darrera de les quals va tenir lloc el 1916, quan passaren a tenir imatge de pagesos catalans. El 1936, amb l'esclat de la Guerra Civil van desaparèixer, juntament amb el drac i les mulasses quan havien d'assistir a la inauguració de l'Olimpíada Popular de Barcelona. El 1948, sota l'impuls de gent procedent del Foment Vilanoví, es recuperen els gegants amb un projecte elaborat per Lluís Sabadell. Seran construïts a la casa El Ingenio de Barcelona. El 1996 i 2001 se li canviaren els vestits i el 2008 se'ls hi restaurà els caps.

## Gegants de la Geltrú
El 1940 Salvador Juncosa va pagar una parella de gegants, que foren estrenats per les festes de Corpus de la Geltrú. Anaven abillats amb indumentària reial, de color verdós i d'escassa vistositat. Aquell mateix any s'incorporen a la festa major de Vilanova, però amb la recuperació de les dues parelles de gegants el 1948 aquests van passar a un segon pla. El 1951 foren cedits a la Parròquia de la Geltrú i el 1957 van actuar per darrera vegada, ja que poc després foren venuts a l'Ajuntament de La Garriga. El 1971 un grup de geltrunencs van decidir recuperar aquests gegants, que foren estrenats per la Festa Major de la Geltrú, l'agost de 1972. Representaven els vells feudals del castell de la Geltrú i es van batejar com a Ulderich i Guisla. El 1997 el gegant pateix un accident i queda molt malmès. Això farà que fins al 2000 deixin de sortir. Aquell any s'encarrega una nova parella de gegants similars als originals, però més ben equilibrats i amb les formes més arrodonides, al Taller el "Drac Petit" de Terrassa. L'any 2014 es renova novament el vestuari dels dos gegants.